# Hôtel Thibert des Martrais
El hôtel Thibert des Martrais u hôtel Paulze es un antiguo hôtel particulier ubicado en el número 6 de la place Vendôme, al sureste de la plaza y contiguo al Hôtel Heuzé de Vologer y al Hôtel Delpech de Chaumot, en el 1 distrito de París.
Construido para Charles Icard en 1712, por el arquitecto Robert de Cotte, fue propiedad del abogado Jacques-Ennemond Thibert des Martrais y luego del granjero general Jacques Paulze.
De 1842 a 1934, formó con el Hôtel Heuzé de Vologer, el hotel amueblado Rin. En 1848, acogió al futuro emperador Napoleón III, tras su elección como Presidente de la República. El cantante Henri Salvador residió allí en su apartamento del último piso, desde 1962 hasta su muerte en 2008.
Hoy en copropiedad privada, alberga la boutique de la casa de relojería Breguet y el "Apartamento Christian Dior" en el primer piso.

## Historia

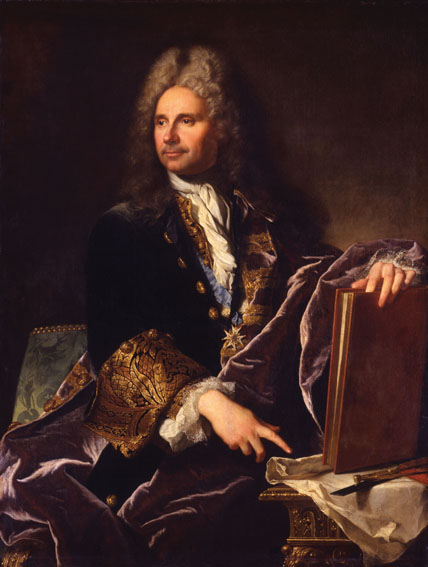
Roberto de Cote.

En un terreno adquirido por el financiero Urbain Aubert, luego vendido a Charles Icard, el hotel fue construido para este último por el arquitecto Robert de Cotte en 1712.
En 1718, fue vendido a Jacques-Ennemond Thibert des Martrais, abogado y consejero-secretario del rey Luis XIV.
En 1757, fue vendido a Jacques Paulze, abogado, agricultor general y suegro del químico Antoine Lavoisier, quien se separó de él en 1793 a favor de su colega, Nicolas Geoffroy de Villemain, ya propietario de 4, trajo como dote de su esposa, Claire-Madeleine de Lambertye. Esta última, a causa de sus frecuentaciones y del turbulento contexto, fue guillotinada en 1794, por alta traición, al igual que Jacques Paulze, quien permaneció cerca de la pareja y tomó erróneamente por su marido y al que fue llevado al patíbulo con ella.
El Comte de Villemain se volvió a casar en 1798 con Henriette-Charlotte-Eulalie Goyer de Sennecourt, luego murió en este hotel el 24 de octubre de 1802. Por testamento, el Conde vendió sus dos hoteles al comerciante belga Jacques-Liévin Van Caneghem, quien retuvo la propiedad hasta 1842, cuando fueron vendidos a Henri-Jules Prudhomme.
Este último transformó los dos hoteles en un establecimiento hotelero, el Hotel du Rhin. El Príncipe-Presidente Louis-Napoléon Bonaparte, futuro Napoleón III, vivió allí después de su elección como Presidente de la República en 1848.

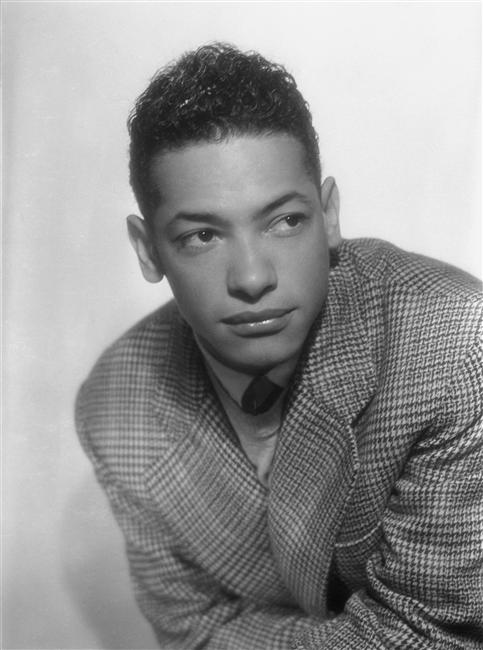
Henri Salvador - Estudio Harcourt - 1946.

En 1922, la familia Prudhomme vendió el establecimiento al empresario André Millon, propietario del Grand-Hôtel, el Meurice, el Édouard-VII y el Prince de Galles . En 1929, tras la caída de la bolsa, el muy debilitado grupo Millon se vio obligado a vender el establecimiento, tras su liquidación en 1934. Los dos antiguos hoteles fueron nuevamente separados y el 6, se convierte en un edificio de apartamentos.
Desde 1962 hasta su muerte en 2008, el cantante Henri Salvador vivió aquí, en su apartamento de cruce en el último piso, afirmando ser el único particular que vivía en la plaza. Su viuda, Catherine Costa, todavía lo posee hoy.
El edificio es ahora un condominio privado, albergando desde 2007, la boutique de la casa de relojería Breguet y su museo en el entrepiso, pero también, en el primer piso, el “Christian Dior Apartment”.

## Protección
Está catalogado como monumento histórico por sus fachadas y cubiertas, por orden del 3 de abril de 1933.